# Кусков, Владимир Владимирович
Влади́мир Влади́мирович Куско́в (31 июля 1920, Мосальский уезд, Калужская губерния — 31 июля 1999, Москва) — советский и российский литературовед, специалист по древнерусской литературе. Доктор филологических наук, профессор.

## Биография
Родился 31 июля 1920 года в деревне Екатериновка. Мать — учительница, отец — юрист, дед — священник. В 1933 году отец был репрессирован. В 1937 году после окончания школы поступил на литературный факультет МИФЛИ. Занимался в семинаре по древнерусской литературе под руководством Н. К. Гудзия. В 1941 году ушёл на фронт переводчиком. После демобилизации в декабре 1945 года поступил в аспирантуру МГУ. Окончил аспирантуру в 1949 году, однако диссертация завершена не была.
С 1949 года В. В. Кусков заведовал кафедрой русской и зарубежной литературы УрГУ им. А. М. Горького. Здесь он читал почти все кафедральные курсы, руководил студенческими работами. В 1953 году защитил кандидатскую диссертацию «Степенная книга как литературный памятник XVI века». В 1959 году вместе с выдающимся лингвистом А. К. Матвеевым организовал первую археографическую экспедицию на Урале (позднее экспедиционная работа была продолжена филологами и историками, а её результатом явилось появление крупнейшей коллекции старообрядческих книг, хранящейся ныне в УрГУ).
С 1969 года и до конца жизни — на кафедре истории русской литературы филологического факультета МГУ. В 1980 году защитил докторскую диссертацию по древнерусской агиографии («Жанры и стили древнерусской литературы XI — первой половины XIII вв.»). С 1984 года — профессор. В 1969—1970 годах читал лекции в Варшаве, в 1973—1974 годах — в университете Огайо, в 1982—1983 годах — в университете Хельсинки. Под его руководством защищены около 30 кандидатских диссертаций.

## Научная деятельность
В. В. Кусков — крупнейший специалист в области истории древнерусской литературы. Тяготея к традициям культурно-исторической школы (в первую очередь, Н. С. Тихонравова), В. В. Кусков изучал эстетику и поэтику древнерусской прозы во взаимодействии «элитарной», «книжной» и «низовой», «народной» культур. Исследовал динамику жанрового мышления средневековой русской литературы, её взаимодействие с изобразительным искусством. В докторской диссертации описал иерархию типов житий в соответствии с типами святости, сложившимися в ценностном комплексе мировоззрения человека того времени. Отдельные работы — по рецепции древнерусской культуры и литературы в творчестве А. С. Пушкина, Н. В. Гоголя, Н. А. Некрасова, Л. Н. Толстого, Ф. М. Достоевского, А. А. Блока, М. Горького и др.
Популяризатор древнерусской литературы, он издал словарь-справочник «Литература и культура Древней Руси», а также классический учебник «История древнерусской литературы». Публиковал и способствовал публикации текстов памятников и переизданию классических работ российских ученых-медиевистов.

## Научные труды
- Рец.: Адрианова-Перетц В. П. Очерки поэтического стиля Древней Руси. М.; Л.,1947 // Советская книга. 1948. 7. С. 91-93.
- Степенная книга как литературный памятник XVI в. АКД. М., 1952.
- Рец.: Молодые голоса. (Молодые голоса: Стихи и рассказы. Свердловск, 1951 // Уральский современник. 1952. 2. С. 275—277.
- Выдающийся русский писатель-демократ Д. Н. Мамин-Сибиряк // Дмитрий Наркисович Мамин-Сибиряк. Рассказы и очерки. Свердловск, Сто лет со дня рождения: 1852—1952. Свердловск, 1953. С. 7-16.
- Мамин-Сибиряк — обличитель капитализма // Д. Н. Мамин-Сибиряк. Рассказы и очерки. Свердловск, 1953. С. 3-8.
- Летопись уральской жизни // Урал. 1957. 1. С. 226—232.
- Писатель, критик, педагог: К 60-летию со дня рождения К. В. Боголюбова // Урал. 1957. 2. С. 196—202.
- Рец.: Новое исследование о Мамине-Сибиряке. (Груздев А. Д. Н. Мамин-Сибиряк: Критико-биографический очерк. М., 1958) // Урал. 1958. 9. С. 181—182.
- Из наблюдений над стилем Степенной книги // Учен. зап. Уральского гос. ун-та. Вып. 28. Свердловск, 1959. С. 259—292.
- Рец.: Полезная книга (Прянишников Н. Е. Проза Льва Толстого. Оренбург, 1959) // Урал. 1961. 3. С. 174—175.
- Юбилейные конференции (К 150-летию со дня рождения В. Г. Белинского. Резюме выступлений на филол. фак-те Уральского ун-та) // Урал. 1961. 8. С. 177—178.
- Курс лекций по истории древнерусской литературы: Учеб. пособие для студентов-заочников филол. фак-та. Свердловск, 1962.
- Североуральская археографическая экспедиция 1959 г. // ТОДРЛ М.; Л., 1962.
- В. Г. Белинский и «Слово о полку Игореве» // Проблемы историко-литературного процесса. Свердловск, 1965. С. 140—147.
- Традиции Н. В. Гоголя в исторической повести Д. Н. Мамина-Сибиряка «Охонины брови» // Свердловский литературный музей им. Д. Н. Мамина-Сибиряка. Доклады 1964. Свердловск, 1965. С. 38-51.
- История древнерусской литературы. Курс лекций: (Учеб. пособие для студентов гум. фак-тов гос. ун-тов и пед. ин-тов). 2-е изд. М., 1966.
- Мир Льва Толстого на экране // Вечерний Свердловск. 1966. 12 ноября.
- На лекциях и в семинаре МИФЛИ // Воспоминания о Николае Каллиниковиче Гудзии. М., 1968. С. 56-64.
- Древнерусская литература и искусство в оценке М. Горького // Роль М. Горького в развитии советской и мировой культуры. Тезисы докладов. М., 1968. С. 15-18.
- Представления о прекрасном в древнерусской литературе // Проблемы изучения художественного произведения: (Методология, поэтика, методика). Тезисы докладов. Ч. 1. М., 1968. С. 52-54.
- Дионисий — «читатель» жития Алексия // ТОДРЛ. М.; Л., 1969. Т. 24. С. 175—179.
- Дар ученого университету. (О передаче б-ки Н. К. Гудзия науч. б-ке МГУ) Вестник МГУ сер. 10. Филология. 1969. 1969. 3. С. 95-96.
- Представления о безобразном в древнерусской литературе // Проблемы стиля, метода и направления в изучении и преподавании художественной литературы. М., 1969. С. 55-56.
- Ленинская концепция народничества и проблемы народа в русской литературе второй половины XIX века // Slavia Orientalis. 1970. 4. S. 347—361.
- Ф. М. Достоевский и древнерусская литература // Przeglad Humanistyczny. 1971. 5. S. 1-14.
- Некоторые вопросы взаимосвязи литературы и искусства Древней Руси // Jezyk Rosyjski. 1971. 1. S. 48-53.
- Обсуждение проблем социалистического реализма // Вестник МГУ. Сер. 9. Филология. 1971. 3. С. 88-90.
- Мотивы древнерусской литературы в романе Ф. М. Достоевского «Братья Карамазовы» // Вестник МГУ. Сер. 9. Филология 1971. 5. С. 22-28.
- Представление о прекрасном в древнерусской литературе // Проблемы теории и истории литературы // Проблемы идейно-эстетического анализа художественной литературы в вузовский курсах М., 1972. С. 43-45.
- Программа курса «История русской литературы» для гос. ун-тов. Спец. рус.яз. и лит-ра М., 1972.
- Филологические факультета университетов к 50-летию образования СССР Филол. фак-т Моск ун-та // Филологические науки. 1972. 6. С. 99-102.
- Мотивы древнерусской литературы в русской романтической поэзии первой четверти XIX века. М., 1973. (Докл. на Международном съезде славистов).
- Пьесы школьных театров Москвы / Изд. подгот. О. А. Державина, А. С. Демин, В. В. Кусков и др. Под ред. А. С. Демина. М., 1974.
- В университете штата Огайо // Вестник МГУ. Сер. 9. Филология. 1975. 4. С. 495—498.
- «Слово о полку Игореве» и изобразительное искусство // Вестник МГУ. Сер. 9. Филология. 1976. 3. С. 25-30.
- История древнерусской литературы: (Учебник для филол. спец-тей ун-тов и спец-ти «Журналистика»). 3-е изд., испр. и доп. М., 1977.
- Пламенное слово: Проза и поэзия Древней Руси / Сост.: В. В. Кусков, С. С. Жемайтис; Под общ. ред. В. В. Кускова М., 1978.
- Связь поэтической образности «Слова о полку Игореве» с памятниками церковной и дидактической письменности XI—XII вв. // «Слово о полку Игореве». Памятники литературы и искусства XI—XVII веков. М., 1978. С. 69-86.
- Николай Каллиникович Гудзий (1887—1960) // Вестник МГУ. Сер. 9. Филология. 1979. 6. С. 62-65.
- Вячеслав Федорович Ржига (1883—1960) // Вестник МГУ. С. 66-69.
- У истоков русской литературы: Краткий очерк развития литературы Древней Руси // Русский язык за рубежом. 1979. 2. С. 99-106; 3. С. 107—113; 4. С. 115—119.
- Великий подвиг русского народа (к 600-летию Куликовской битвы) // Русская речь. — 1980. — № 4. — С. 46-51.
- Знаменательное событие русской истории (о Куликовской битве) // Русский язык за рубежом. 1980. 4. С. 46-51.
- Жанры и стили древнерусской литературы XI — первой половины XIII в. АДД. М., 1980.
- Осмысление поэтических образов древнерусской литературы в цикле стихотворений А. Блока «На поле Куликовом» // Вестник МГУ Сер. (. Филология. 1980. 6. С. 12-17.
- A History of Old Russian Literature / Trasl. from the Russ. by Ronald Vroon. Moskow, 1980.
- На Непрядве: К 600-летию исторической битвы на поле Куликовом: Сб. / Общ. ред., вступ. ст. и примеч. М., 1980.
- Куликовская битва в русской литературе XV — начала XX в. // Там же. С. 5-24.
- Ретроспективная историческая аналогия в произведениях Куликовского цикла // Куликовская битва в литературе и искусстве. М., 1980. С. 39-51.
- Характер средневекового миросозерцания и система жанров древнерусской литературы XI — первой половины XIII века // Вестник МГУ. Сер. 9. Филология. 1981. С. 3-12.
- Мать городов русских // Русский язык за рубежом. 1982. 4. С. 100—107.
- Жанровое своеобразие Киево-Печерского патерика // Методология литературоведческих исследований. Praha, 1982. С.38-47.
- История древнерусской литературы: Учебник для студентов филол. спец-тейун-тов. 4-е изд., испр. и доп. М., 1982.
- Древнерусские предания (XI—XVI вв.) / Сост, вступ. ст. и коммент В. В. Кускова. Подгот. древнерус. текста и пер. В. В. Кускова, В. А. Грихина, Г. Ю. Филипповского. М., 1982.
- Эстетические представления в Древней Руси // Эстетика и жизнь. М., 1982. Вып. 7. С. 121—141.
- Мотивы и образы древнерусской литературы в творчестве Ф. М. Достоевского // Труды по рус. яз. и лит. Вып. 4. Каф. рус. яз. ун-та Ювяскуля. Ювяскуля, 1982. С. 2-11.
- Рец.: Изучение текста. (Лихачев Д. С. Текстология: На материале русской литературы X—XVII веков. Л., 1983) // Вопросы литературы. 1984. 4. С. 90-96.
- Сражающееся Слово //Русская речь. 1985. 4. С. 3-7.
- Рец.: Живое Слово. (Слово о полку Игореве. Свердловск, 1985) // Урал. ; 7. С. 186—188.
- Древнерусская литература в исследованиях. Хрестоматия: Учеб. пособие для филол. спец-тей вузов / Сост. В. В. Кусков. М., 1986.
- История древнерусской литературы: Учеб пособие для студентов пед ин-тов / В. В. Кусков, Н. И. Прокофьев. Л., 1987.
- Крещение Руси и древнерусская литература // Русский язык за рубежом. 1988. 4. С. 99-113.
- Введение христианства на Руси и древнерусская литература // Вестник МГУ. Сер. 9. Филология. 1988. 4. С. 12-19.
- Теория и практика литературоведческих и лингвистических исследований: Сб. ст. / Под ред. В. В. Кускова, Л. В. Златоустовой. М., 1988.
- Историческая аналогия событий и героев «Слова о полку Игореве» // «Слово о полку Игореве»: Комплексные исследования. М., 1988. С. 62-79.
- Культура и просвещение в X — первой половине XIII века: Школы древнерусского государства // Очерки истории школы и педагогической мысли народов СССР с древнейших времен до конца XVII века. М., 1989. С. 30-39.
- Поэтическая фразеология "Изборника 1076 года // Герменевтика древнерусской литературы. М., 1989. Сб. 1. С. 52-75.
- «Язык» древнерусской культуры // Slavia Orientalis. 1969. ¾. S. 311—324.
- О социологическом изучении древнерусской агиографии // Вестник МГУ. Сер. 9. Филология. 1990. 2. С. 3-12.
- Россов усердный защитник (Александре Ярославиче Невском) // Русский язык за рубежом. 1991. 1. С. 93-98.
- Светлое Христово Воскресенье // Русский язык за рубежом. 1991. 2 С. 5-19.
- Первые святые на Руси // Советская библиография. 1991. 4. С. 50-53.
- Осенне-зимний народный календарь // Русский язык за рубежом. 1991. 5. С. 4-13.
- «Благодатный воспитатель русского народного духа» (К 600-летию со дня смерти Сергия Радонежского) // Советская библиография. 1992. 1. С. 40-43.
- «Добрый страдалец за Русскую землю» (О Владимире Мономахе) // Советская библиография. 1992. 2. С. 46-50.
- Святой князь-воин (Александр Невский) // Библиография. 1992. ¾. С. 53-56.
- В. Ф. Ржига. Гармония речи «Слова о полку Игореве» (пер. с укр. и публ.) // Герменевтика древнерусской литературы. М., 1992. Сб. 5. С. 5-29.
- Из истории русской культуры. Осенне-зимний календарь. Сентябрь-октябрь // Русский язык за рубежом. 1992. 3. С. 31-42.
- Андрей Николаевич Робинсон (1917—1993) // Российский литературоведческий журнал. 1993. 2. С. 264—265.
- Критические раздумья о современных научных изданиях памятников древнерусской литературы // Вестник МГУ Сер. 9. Филология. 1993. 5. С. 36-37. (В соавторстве с Н. И. Прокофьевым)
- Литература и культура Древней Руси. Словарь-справочник / О. А. Анисомова, В. В. Кусков, М. П. Одесский, П. В. Пятнов. Под ред. В. В. Кускова. М., 1994.
- Н. К. Гудзий — создатель первого советского вузовского учебника по истории древнерусской литературы // Герменевтика древнерусской литературы. М., 1994. Сб. 6. Ч. 2. С. 476—484.
- Юбилей Веры Александровны Апухтиной // Вестник МГУ. Сер. 9. Филология. 1995. 1. С. 139—140. (В соавторстве с О. С. Октябрьской)
- Повести о трагических событиях отечественной истории // Русская словесность. 1996. 1. С. 7-13.
- Связь времен. О связях древнерусской литературы с литературой Нового времени (XVIII — первая половина XIX в.) (К 90-летию со дня рождения академика Д. С. Лихачева) // Вестник МГУ сер. 9. Филология. 1996. 4. С. 22-33.
- Повести о начале Москвы // Русская словесность. 1997. 3. С. 7-11.
- Проблемы историзма древнерусской литературы XI—XII вв. // ТОДРЛ. СПб., 1997. Т. 50. С. 303—309.
- Роль православия в становлении развития древнерусской культуры // Освобождение от догм. История русской литературы: состояние и пути изучения. М., 1997. Т. 1. С. 108—122.
- Роль Афона в развитии культуры Древней Руси XI—XVII вв. // Культура славян и Русь. М., 1998. С. 238—248.
- Древнерусская литература и наша современность // Вестник Литературного института имени А. М. Горького. М., 1998. С. 26-34.
- История древнерусской литературы: Учебник для филол. спе-тей. вузов. 6-е изд., испр. и доп. М., 1998.
- Достижения и просчеты русской медиевистики // Литературоведение на пороге XXI века. М., 1998. С. 270—276.
- Молитва у А. С. Пушкина // Вестник МГУ. Сер. 9. Филология. 1999. 2. С. 7-11.
- Православные мотивы в поэзии Н. А. Некрасова // Русская литература XIX века и христианство. М., 1999. С. 134—140.
- А. С. Пушкин и древнерусская литература // Русский язык за рубежом. 1999. 2. С. 36-45.
- Учительная литература // Российская педагогическая энциклопедия. М., 1999. Т. 2.. С. 492—494.
- Древнерусские княжеские жития. Подгот. текстов, пер. и коммент. В. В. Кускова. М. Круг. 2001